# Хајланд Парк (Њу Џерзи)
Хајланд Парк (енгл. Highland Park) град је у америчкој савезној држави Њу Џерзи.

## Демографија
По попису из 2010. године број становника је 13.982, што је 17 (-0,1%) становника мање него 2000. године.
| Група             | 2000.         | 2010.         |
| Белци             | 9.517 (68,0%) | 8.886 (63,6%) |
| Афроамериканци    | 1.111 (7,9%)  | 1.095 (7,8%)  |
| Азијати           | 1.908 (13,6%) | 2.495 (17,8%) |
| Хиспаноамериканци | 1.145 (8,2%)  | 1.252 (9,0%)  |
| Укупно            | 13.999        | 13.982        |